# Euphorbia yanjinensis
Euphorbia yanjinensis là một loài thực vật có hoa trong họ Đại kích. Loài này được W.T.Wang mô tả khoa học đầu tiên năm 1988.